# Knoxville (Iowa)
Knoxville è una città degli Stati Uniti d'America, situata nello Stato dell'Iowa e in particolare nella Contea di Marion, della quale è il capoluogo.